# Raumschifffriedhof
Raumschifffriedhof (englisch Spacecraft Cemetery) nennt man eine im Point Nemo liegende Region im Südpazifik, mit Zentrum etwa 4000 km östlich von Neuseeland, wo geplant in die Erdatmosphäre wieder eingetretene Raumschiffe auf den Ozean auftreffen und dort versinken. Bekannte Beispiele sind die Raumstation Mir (kontrollierter Absturz 2001) und zurückkehrende Progress-Transportraumschiffe. Auch unbemannte Kapseln sind nach der Rückkehr von der ISS dort zum Absturz gebracht worden: So zum Beispiel das japanische H-2 Transfer Vehicle und das Automated Transfer Vehicle (ATV) der European Space Agency. Insgesamt sind zwischen 1971 und 2016 mehr als 263 Raumflugkörper dort nach ihrem Wiedereintritt versunken.
Die Region wurde gewählt, da sie eine der abgelegensten Regionen der Erde ist und so keine Menschenleben durch Trümmer gefährdet werden, wenn es zu Abweichungen vom geplanten Absturzort kommen sollte. Das nächste Land ist über 2000 km entfernt.

## Hintergrund
Aufgrund der zwar sehr dünnen, aber noch vorhandenen Erdatmosphäre im Satellitenorbit um die Erde verlieren Raumflugkörper nach und nach an Geschwindigkeit und Höhe. Wenn sie nicht wieder angehoben werden, verglühen sie. Teile von größeren Objekten wie Raumstationen oder Raumtransportern können beim Absturz die Erdoberfläche erreichen und so beispielsweise Menschen, Schiffe oder Flugzeuge gefährden. Deshalb werden einige dieser Weltraumobjekte, z. B. Progress oder Tiangong 2, so konstruiert, dass sie gezielt in unbewohnten und wenig frequentierten Gebieten zum Absturz gebracht werden können, solange sie noch steuerbar sind. Diese Gebiete werden als Raumschifffriedhof bezeichnet.
Bei anderen solchen Objekten, z. B. Skylab oder Tiangong 1, wird darauf verzichtet, so dass diese selbst dann unkontrolliert abstürzen, wenn sie bis zum Ende ihrer Lebensdauer steuerbar geblieben sind.

## Science Fiction
In der SF-Serie Mondbasis Alpha 1 wird das Thema Raumschifffriedhöfe aufgegriffen, allerdings mehr im Sinn eines klassischen Schrottplatzes.